# Frizijski konj
Frizijski konj pasmina je konja porijeklom iz Frizije, u Nizozemskoj. 
Iako građa pasmine podsjeća na laganog teglećeg konja, frizijski konji su graciozni i brzi za svoju veličinu. Tijekom srednjeg vijeka, smatra se da su preci frizijskoga konja bili vrlo traženi kao ratni konji diljem Europe. Kroz rani srednji i visoki srednji vijek njihova je veličina dopuštala, da ih jaše vitez u oklopu. Iako je pasmina u nekoliko navrata bila blizu izumiranja, moderni frizijski konj napreduje u pogledu brojnosti i popularnosti. Nedavno je pasmina uvedena u područje dresure.
Frizijsku pasminu najčešće se prepoznaje po boji crne dlake, no sama boja nije jedino obilježje; povremeno su kestenjasti. Frizijski konji rijetko imaju bijele oznake bilo koje vrste; većina registarskih tijela dopušta samo malu zvijezdu na čelu pri registraciji čistokrvnih konja. Kako bi FPS uzgojni registar (Friesch Paarden Stamboek) prihvatio rasplod, pastuh mora proći kroz strogi postupak odobravanja.
Frizijski konj u prosjeku ima visinu od oko 160 cm, iako to može varirati od 147 do 173 cm  u grebenu, a kobile ili čistokrvni konji moraju biti visoki najmanje 157 cm, da bi bili kvalificirani za pedigre „oznake zvijezde”". Konje pregledavaju nizozemski suci prilikom inspekcije ili provjere i odlučuju je li konj vrijedan zvijezde. Pasmina ima jaku cjelokupnu građu i dobru strukturu kostiju, s onim što se ponekad naziva "baroknim" tipom tijela. Imaju duge, zaobljene vratove i dobro oblikovane, kratkodlake glave "španjolskog tipa". Imaju snažna, nagnuta ramena, kompaktna, mišićava tijela sa snažnim, nagnutim stražnjim nogama i nisko postavljenim repovima. Udovi su im relativno kratki i snažni. Frizijski konj također ima dugu, gustu grivu i rep, često valovitu i dugu, svilenkastu dlaku na nogama - koja je namjerno ostavljena netaknuta. 
Pasmina je poznata po brzom, visokom kasu. Frizijski konj smatra se voljnim, aktivnim i energičnim, ali također nježnim i poslušnim. Elegantno se kreće. Danas postoje dvije različite vrste konformacije - "barokni" tip, koji ima robusniju građu klasičnog frizijskog konja, i moderni tip "sportskog konja", koji ima finije kosti.

## Galerija
- Spomenik frizijskom konju
- Frizijski konj u kasu
- Pogled izbliza
- Frizijski konj na dugim uzdama.